# Ana Seiça
Ana Seiça, de son nom complet Ana Rita Silva Seiça, née le 25 mars 2001 à Coïmbra au Portugal, est une footballeuse internationale portugaise jouant au poste de défenseure. Elle évolue au Mexique chez les Tigres et est internationale portugaise depuis 2023.

## Biographie
Dès ses huit ans elle joue au football, dans différents clubs de la région de Coimbra, avant de rejoindre en 2017, le Clube de Condeixa Associação Cultural e Desportiva, dont l'équipe première dispute le championnat de II Divisão, elle y reste deux saisons avant de rejoindre le Benfica Lisbonne, pour 3 saisons. Elle dispute sa première rencontre officielle lors de la Supercoupe du Portugal de football féminin, le 8 septembre 2019, rentrant à la 75e minute en remplacement de Raquel Infante. Victoire des lisboètes 1 à 0, face au SC Braga. Son premier match en tant que titulaire à lieu deux mois plus tard, le 2 novembre 2019, lors de la 10e journée de la Liga BPI, victoire 10 à 0 face à l'UR Cadima, elle marque le dernier but des Aguias (aigles), à la 88e. En mai 2021, elle renouvèle son contrat avec SL Benfica, qui désormais la lie au club lisboète jusqu'en 2024.
Après 5 saisons passées au sein des Encarnadas (Rouges), avoir disputé 121 matchs, marqué 11 buts et remporté 5 championnats, 4 coupes de la Ligue, 3 Supercoupes et 1 coupe du Portugal. Elle rejoint en juin 2024, le club mexicain des Tigres UANL.

## Statistiques

### En club
| Saison                | Club                  | Championnat              | Championnat | Championnat | Coupe(s) nationale(s) | Coupe(s) nationale(s) | Compétition(s) continentale(s) | Compétition(s) continentale(s) | Compétition(s) continentale(s) | Sélection   | Sélection | Sélection | Total | Total |
| Saison                | Club                  | Division                 | M.          | B.          | M.                    | B.                    | Comp.                          | M.                             | B.                             | Équipe      | M.        | B.        | M.    | B.    |
| 2018-2019             | Condeixa ACD          | II Divisão               | 18          | 8           | 1                     | 0                     | -                              | 0                              | 0                              | U19         | 6         | 0         | 25    | 8     |
| Sous-total            | Sous-total            | Sous-total               | 18          | 8           | 1                     | 0                     | -                              | 0                              | 0                              | -           | 6         | 0         | 25    | 8     |
| 2019-2020             | SL Benfica            | Liga BPI                 | 5           | 2           | 6                     | 0                     | -                              | -                              | -                              | U19         | 8         | 0         | 19    | 2     |
| 2020-2021             | SL Benfica            | Liga BPI                 | 15          | 1           | 4                     | 0                     | LDC                            | 4                              | 0                              | -           | 0         | 0         | 23    | 1     |
| 2021-2022             | SL Benfica            | Liga BPI                 | 14          | 1           | 4                     | 0                     | LDC                            | 7                              | 0                              | B (U23)     | 4         | 0         | 29    | 1     |
| 2022-2023             | SL Benfica            | Liga BPI                 | 13          | 4           | 9                     | 0                     | LDC                            | 7                              | 0                              | B (U23) & A | 6         | 0         | 35    | 4     |
| 2023-2024             | SL Benfica            | Liga BPI                 | 16          | 3           | 10                    | 0                     | LDC                            | 7                              | 0                              | A           | 4         | 0         | 37    | 3     |
| Sous-total            | Sous-total            | Sous-total               | 63          | 11          | 33                    | 0                     | -                              | 25                             | 0                              | -           | 22        | 0         | 143   | 11    |
| 2024                  | Tigres UANL           | Liga MX Femenil Apertura | 22          | 0           | 0                     | 0                     | CWCC                           | 3                              | 1                              | A           | 2         | 0         | 27    | 1     |
| Sous-total            | Sous-total            | Sous-total               | 22          | 0           | 0                     | 0                     | -                              | 3                              | 1                              | -           | 2         | 0         | 27    | 1     |
| Total sur la carrière | Total sur la carrière | Total sur la carrière    | 103         | 19          | 34                    | 0                     | -                              | 28                             | 1                              |             | 30        | 0         | 195   | 20    |

Statistiques actualisées le 3 janvier 2025

#### Matchs disputés en coupes continentales
| Matchs | Date              | Stade                                           | Adversaire          | Résultat | Minutes | Compétition         | Buts | Tour                           | Club        |
| ------ | ----------------- | ----------------------------------------------- | ------------------- | -------- | ------- | ------------------- | ---- | ------------------------------ | ----------- |
| 1      | 4 novembre 2020   | Makedonikos Stadium, Thessalonique              | PAOK Salonique      | 1 – 3    | 86 min  | Ligue des champions | 0    | Premier tour de qualification  | SL Benfica  |
| 2      | 18 novembre 2020  | Stade Lotto Park, Bruxelles                     | RSC Anderlecht      | 1 – 2    | 90 min  | Ligue des champions | 0    | Deuxième tour de qualification | SL Benfica  |
| 3      | 9 décembre 2020   | Benfica Campus, Seixal                          | Chelsea             | 0 – 5    | 90 min  | Ligue des champions | 0    | Seizièmes de finale            | SL Benfica  |
| 4      | 16 décembre 2020  | Kingsmeadow, Kingston upon Thames               | Chelsea             | 3 – 0    | 21 min  | Ligue des champions | 0    | Seizièmes de finale            | SL Benfica  |
| 5      | 18 août 2021      | Nogometni kamp, Zenica                          | MS Kiryat Gat       | 4 – 0    | 90 min  | Ligue des champions | 0    | Premier tour de qualification  | SL Benfica  |
| 6      | 5 octobre 2021    | Benfica Campus, Seixal                          | Bayern Munich       | 0 – 0    | 90 min  | Ligue des champions | 0    | Phase de groupes               | SL Benfica  |
| 7      | 14 octobre 2021   | Groupama Stadium, Décines-Charpieu              | Olympique lyonnais  | 5 – 0    | 90 min  | Ligue des champions | 0    | Phase de groupes               | SL Benfica  |
| 8      | 10 novembre 2021  | Benfica Campus, Seixal                          | BK Häcken           | 0 – 1    | 25 min  | Ligue des champions | 0    | Phase de groupes               | SL Benfica  |
| 9      | 17 novembre 2021  | Bravida Arena, Göteborg                         | BK Häcken           | 1 – 2    | 90 min  | Ligue des champions | 0    | Phase de groupes               | SL Benfica  |
| 10     | 9 décembre 2021   | Benfica Campus, Seixal                          | Olympique lyonnais  | 0 – 5    | 90 min  | Ligue des champions | 0    | Phase de groupes               | SL Benfica  |
| 11     | 15 décembre 2021  | FC Bayern Campus, Munich                        | Bayern Munich       | 4 – 0    | 84 min  | Ligue des champions | 0    | Phase de groupes               | SL Benfica  |
| 12     | 21 août 2022      | Sportpark Het Diekman, Enschede                 | FC Twente           | 1 – 2    | 7 min   | Ligue des champions | 0    | Premier tour de qualification  | SL Benfica  |
| 13     | 20 septembre 2022 | Ibrox Stadium, Ibrox                            | Glasgow Rangers     | 2 – 3    | 90 min  | Ligue des champions | 0    | Deuxième tour de qualification | SL Benfica  |
| 14     | 28 septembre 2022 | Benfica Campus, Seixal                          | Glasgow Rangers     | 2 – 1    | 90 min  | Ligue des champions | 0    | Deuxième tour de qualification | SL Benfica  |
| 15     | 24 novembre 2022  | Benfica Campus, Seixal                          | FC Rosengård        | 1 – 0    | 90 min  | Ligue des champions | 0    | Phase de groupes               | SL Benfica  |
| 16     | 7 décembre 2022   | Malmö IP, Malmö                                 | FC Rosengård        | 1 – 3    | 90 min  | Ligue des champions | 0    | Phase de groupes               | SL Benfica  |
| 17     | 15 décembre 2022  | Benfica Campus, Seixal                          | FC Barcelone        | 2 – 6    | 90 min  | Ligue des champions | 0    | Phase de groupes               | SL Benfica  |
| 18     | 21 décembre 2022  | FC Bayern Campus, Munich                        | Bayern Munich       | 2 – 0    | 90 min  | Ligue des champions | 0    | Phase de groupes               | SL Benfica  |
| 19     | 11 octobre 2023   | Stade Tsírio, Kapsalos                          | Apollon Limassol    | 0 – 7    | 90 min  | Ligue des champions | 0    | Deuxième tour de qualification | SL Benfica  |
| 20     | 18 octobre 2023   | Benfica Campus, Seixal                          | Apollon Limassol    | 4 – 0    | 69 min  | Ligue des champions | 0    | Deuxième tour de qualification | SL Benfica  |
| 21     | 14 novembre 2023  | Stade Johan-Cruyff, Sant Joan Despí             | FC Barcelone        | 5 – 0    | 90 min  | Ligue des champions | 0    | Phase de groupes               | SL Benfica  |
| 22     | 21 décembre 2023  | Deutsche Bank Park, Frankfurt                   | Eintracht Francfort | 1 – 1    | 81 min  | Ligue des champions | 0    | Phase de groupes               | SL Benfica  |
| 23     | 25 janvier 2024   | Malmö IP, Malmö                                 | FC Rosengård        | 2 – 2    | 90 min  | Ligue des champions | 0    | Phase de groupes               | SL Benfica  |
| 24     | 31 janvier 2024   | Benfica Campus, Seixal                          | FC Barcelone        | 4 – 4    | 66 min  | Ligue des champions | 0    | Phase de groupes               | SL Benfica  |
| 25     | 19 mars 2024      | Benfica Campus, Seixal                          | Olympique lyonnais  | 1 – 2    | 28 min  | Ligue des champions | 0    | Phase de groupes               | SL Benfica  |
| 26     | 20 juillet 2024   | Estadio Universitario, San Nicolás de los Garza | CF Pachuca          | 4 – 2    | 2 min   | Summer Cup          | 0    | Phase de groupes               | Tigres UANL |
| 27     | 19 septembre 2024 | National Stadium, Kingston                      | Frazsiers Whip      | 1 – 7    | 65 min  | CWCC                | 1    | Phase de groupes               | Tigres UANL |
| 28     | 4 octobre 2024    | Estadio Universitario, San Nicolás de los Garza | LD Alajuelense      | 3 – 1    | 90 min  | CWCC                | 0    | Phase de groupes               | Tigres UANL |

Statistiques actualisées le 30 décembre 2024

### En sélection nationale
Elle participe aux qualifications de l'Euro 2017 avec l' équipe nationale U17, mais rate la participation à la phase finale avec son équipe. Puis elle participe aux qualifications de l'Euro 2020 avec l'équipe nationale U19. Cependant bien que qualifiée pour la phase finale, le championnat est annulé en raison de la pandémie de COVID-19.
Elle participe à l'Algarve Cup 2022 avec l'équipe nationale A, mais ne dispute aucune rencontres. Sa première apparition, avec les A, est lors de la victoire 5-0, en match amical contre l'Équipe de Nouvelle-Zélande féminine de football, le 17 février 202317 février 2023.
Le 30 mai 2023, elle fait partie des 23 joueuses désignées pour disputer la Coupe du Monde Féminine de la FIFA 2023,. Elle fait ses débuts dans la compétition le 27 juillet 2023 à Hamilton lors du deuxième match du groupe E, lors de la victoire 2-0 contre l'équipe du Vietnam, elle fait partie du onze de départ avant d'être remplacée par Sílvia Rebelo à la 90e minute.
| Matches officiels de Ana Seiça en sélections portugaises au 01 janvier 2025 | Matches officiels de Ana Seiça en sélections portugaises au 01 janvier 2025 | Matches officiels de Ana Seiça en sélections portugaises au 01 janvier 2025 | Matches officiels de Ana Seiça en sélections portugaises au 01 janvier 2025 | Matches officiels de Ana Seiça en sélections portugaises au 01 janvier 2025 |
| Sélection                                                                   | V.                                                                          | N.                                                                          | D.                                                                          | Buts                                                                        |
| --------------------------------------------------------------------------- | --------------------------------------------------------------------------- | --------------------------------------------------------------------------- | --------------------------------------------------------------------------- | --------------------------------------------------------------------------- |
| Portugal U16 (5 matchs:12.20 %)                                             | 3 (60.00 %)                                                                 | 0 (00.00 %)                                                                 | 2 (40.00 %)                                                                 | 0 (00.00 %)                                                                 |
| Portugal U17 (5 matchs:12.20 %)                                             | 1 (20.00 %)                                                                 | 2 (40.00 %)                                                                 | 2 (40.00 %)                                                                 | 0 (00.00 %)                                                                 |
| Portugal U19 (14 matchs:34.15 %)                                            | 7 (50.00 %)                                                                 | 2 (14.29 %)                                                                 | 5 (35.71 %)                                                                 | 0 (00.00 %)                                                                 |
| Portugal U23 (2 matchs:4.86 %)                                              | 0 (00.00 %)                                                                 | 2 (100.00 %)                                                                | 0 (00.00 %)                                                                 | 0 (00.00 %)                                                                 |
| Portugal B (5 matchs:12.20 %)                                               | 0 (00.00 %)                                                                 | 1 (20.00 %)                                                                 | 4 (80.00 %)                                                                 | 0 (00.00 %)                                                                 |
| Portugal A (10 matchs:24.39 %)                                              | 8 (80.00 %)                                                                 | 0 (00.00 %)                                                                 | 2 (20.00 %)                                                                 | 0 (00,00 %)                                                                 |
| Total                                                                       | 19 (46.34 %)                                                                | 7 (17.07 %)                                                                 | 15 (36.59 %)                                                                | 0                                                                           |

## Palmarès

### Avec leSL Benfica
- Vainqueur du championnat du Portugal : 5 fois — 2019-20, 2020-21, 2021-22, 2022-23, 2023-24.
- Vainqueur de la Supercoupe du Portugal : 3 fois — 2019, 2022, 2023.
- Vainqueur de la coupe de la Ligue : 4 fois — 2019-20, 2020-21, 2022-23 et 2023-24.
- Vainqueur de la coupe du Portugal : 1 fois — 2023-24.
- Finaliste de la coupe du Portugal : 1 fois — 2019-20.
- Finaliste de la Supercoupe : 1 fois — 2021.
- Finaliste de la coupe de la Ligue : 1 fois — 2021-22.

### Avec leTigres UANL
- Finaliste de la Liguilla du tournoi d'ouverture : 1 fois — 2024.